# Enfield (borgo di Londra)
Il London Borough of Enfield è un borgo di Londra che si trova nella parte più settentrionale della città, nella Londra esterna.

## Storia
Venne istituito nel 1965, fondendo i precedenti Metropolitan boroughs di Southgate, Enfield ed Edmonton.
Diventa famoso quando la band gallese Lostprophets decide di girare qui il video della canzone Shinobi vs. Dragon Ninja. In questo quartiere è nata anche la scomparsa cantautrice Amy Winehouse. 
Sino al 1988 vi ebbe sede la Royal Small Arms Factory (RSAF), che dal 1816 produceva armi e che divenne famosa nel settore all'inizio degli anni trenta per la produzione del revolver che prese il nome del sobborgo.
A renderlo famoso è anche il celebre Poltergeist di Enfield da cui è stato tratto il film del 2016 The Conjuring - Il caso Enfield.

### Simboli
Lo stemma del London Borough of Enfield, concesso il 15 agosto 1966, si presenta: 
Le fasce ondate di verde, di argento e di azzurro  rappresentano il canale artificiale del New River, le aree verdi della Green belt e i grandi spazi aperti. La Bestia di Enfield, figura chimerica con la testa di volpe, gli artigli d’aquila, il tronco di cane e il resto del corpo di leone con le zampe e la coda di lupo, è un'arma parlante.